# Нове Ґроново
Нове Ґроново (пол. Nowe Gronowo) — село в Польщі, у гміні Дебжно Члуховського повіту Поморського воєводства.
Населення — 200 осіб (2011).
У 1975-1998 роках село належало до Слупського воєводства.

## Демографія
Демографічна структура станом на 31 березня 2011 року:
|          | Загалом | Допрацездатний вік | Працездатний вік | Постпрацездатний вік |
| -------- | ------- | ------------------ | ---------------- | -------------------- |
| Чоловіки | 105     | 24                 | 74               | 7                    |
| Жінки    | 95      | 21                 | 55               | 19                   |
| Разом    | 200     | 45                 | 129              | 26                   |